# Abd-ar-Rahman al-Fihrí
Abd-ar-Rahman ibn Habib ibn Abi-Ubayda al-Fihrí (àrab: عبد الرحمن بن حبيب بن أبي عبيدة الفهري, ʿAbd ar-Raḥmān b. Ḥabīb b. Abī ʿUbayda al-Fihrī), més conegut simplement com a Abd-ar-Rahman al-Fihrí (? - 755), fou un general musulmà, besnet del conqueridor d'Ifríqiya, Uqba ibn Nafi, i membre d'una important nissaga àrab d'aquesta regió, els fíhrides, sota els omeies i els abbàssides.
Va participar en algunes expedicions del seu pare, Habib ibn Abi-Ubayda, contra el Sus (Marroc) i Sicília. Va sobreviure a la greu derrota que els amazics van infligir als àrabs el 741, en la que van morir el seu pare i el governador Kulthum ibn Iyad al-Quxayrí. Llavors va passar a l'Àndalus, però, amenaçada la seva vida, va tornar a Ifríqiya el 744 i es va revoltar contra el governador Hàndhala ibn Safwan al-Kalbí, qui finalment li va lliurar el govern provincial el 745.
Com a governador a Kairuan, va haver de fer front a diverses revoltes tribals. Va fer expedicions a Sicília i Sardenya (752). Caiguda la dinastia omeia, es creu que inicialment va reconèixer als abbàssides (vers 751), però sota el califa al-Mansur (que va accedir al tron el 754) va rebre un missatge injuriós i li va retirar el reconeixement. El califa va instigar a dos germans del governador a revoltar-se; un dels germans, Ilyàs ibn Habib el va assassinar i es va erigir en governador el 755.